# Ramedia
Ramedia är ett släkte av insekter. Ramedia ingår i familjen hornstritar.
Kladogram enligt Catalogue of Life:
| Ramedia | \| \| Ramedia costata \| \| \| \| \| \| Ramedia juncta \| \| \| \| \| \| Ramedia pauperata \| \| \| \| |
|         | \| \| Ramedia costata \| \| \| \| \| \| Ramedia juncta \| \| \| \| \| \| Ramedia pauperata \| \| \| \| |
|         | Ramedia costata                                                                                        |
|         | |
|         | Ramedia juncta                                                                                         |
|         | |
|         | Ramedia pauperata                                                                                      |
|         | |